# Manlio Nistri
Manlio Nistri, pseudonimo di Manlio Nevastri (Taranto, 6 marzo 1909 – Roma, 29 giugno 1968), è stato un attore teatrale, regista e scenografo italiano.

## Biografia
Cresciuto in un collegio di Prato, alla fine degli studi rientra a far parte della compagnia teatrale viaggiante del padre Antonio Nevastri in arte Arturo Nistri "il Carro di Tespi" in qualità di primo attor giovane. Alla morte del padre, continua la tradizione di famiglia fino al 1959 quando si ferma a Roma, prima al seguito della compagnia D'Origlia-Palmi, poi al Piccolo Teatro con Silvio Spaccesi e quindi con Carmelo Bene.
Ha avuto due figli, Maria Assunta (Fosca Nistri) e Arturo Nevastri.
Viene ricordato massimamente per il lavoro svolto al Teatro Laboratorio insieme a Luigi Mezzanotte e Alfiero Vincenti, anch'essi attori provenienti dalla compagnia D'Origlia-Palmi. Secondo quanto racconta Bene nella sua Vita, Manlio Nevastri, in arte Nistri, oltre a svolgere la mansione di attore, era anche il cuoco della sua compagnia teatrale, e utilizzava per cucinare "una bombola a gas e un fornello da campo"..

## Partecipazioni
Teatro di Carmelo Bene
- Gregorio: cabaret dell'800. Con R. B. Scerrino, N. Casale, M. Nevastri, P. Falaja. Scene di S. Vendittelli. Roma, Teatro Ridotto dell'Eliseo
- Amleto o le conseguenze della pietà filiale, da Shakespeare a Laforgue (II edizione). Con A. Bocchetta, P. Napolitano, P. Prete, A. Moroni, L. Mezzanotte, M. Francis, E. Florio, C. Tatò, L. Mancinelli, M. Puratich, M. Nevastri. Roma, Teatro Beat 72
- Arden of Feversham, di anonimo elisabettiano. Rielaborazione di Carmelo Bene e Salvatore Siniscalchi. Con G. Davoli, M. Nevastri, L. Mancinelli, F. Gulà, N. Davoli, A. Vincenti. Roma, Teatro Carmelo Bene.
- 1972, Salomè, di Oscar Wilde (II edizione). Con L. Mancinelli, R. B. Scerrino, M. Nevastri, S. Siniscalchi, P. Prete. Roma, Teatro Beat 72

Cinema di Carmelo Bene
- A proposito di "Arden of Feversham" (1968), mediometraggio (20'). Con Carmelo Bene, Giovanni Davoli, Manlio Nevastri.
Irreperibile. Presso la Cineteca Nazionale è stato individuato il negativo privo di colonna sonora.